# Grace Van Patten
Grace Van Patten (New York, 21 november 1996) is een Amerikaanse actrice.

## Biografie
Van Patten werd geboren in New York. Zij is de dochter van Tim Van Patten en nichtje van Joyce Van Patten en Dick Van Patten. Ze ging naar de Fiorello H. LaGuardia High School in New York.